# Copa de Europa 3x3 de Baloncesto Masculino
El Campeonato Europeo 3x3 de Baloncesto, es una competición bianual de baloncesto, de selecciones nacionales masculinas de la modalidad 3x3 de Europa. Está organizada por FIBA Europa y se disputa desde 2014. Cada equipo dispone de 4 jugadores (3 en pista y uno en el banquillo). El partido se juega en media pista de baloncesto, aplicando la regla de los 12 segundos de posesión.

## Campeonatos celebrados
| 2014 Detalles | Bucarest  | Rumania   | 19–16 | Eslovenia | Lituania     | 21–18 | Grecia   |
| 2016 Detalles | Bucarest  | Eslovenia | 19–17 | Serbia    | Países Bajos | 22–16 | Rusia    |
| 2017 Detalles | Ámsterdam | Letonia   | 16–13 | Eslovenia | Ucrania      | 20–18 | Serbia   |
| 2018 Detalles | Bucarest  | Serbia    | 19–18 | Letonia   | Eslovenia    | 21-15 | Rusia    |
| 2019 Detalles | Debrecen  | Serbia    | 21–18 | Francia   | Lituania     | 21-18 | España   |
| 2021 Detalles | París     | Serbia    | 20–14 | Lituania  | Polonia      | 19-18 | Rusia    |
| 2022 Detalles | Graz      | Serbia    | 21–14 | Letonia   | Países Bajos | 21-10 | Lituania |
| 2023 Detalles | Jerusalén | Serbia    | 22–20 | Lituania  | Letonia      | 22-19 | Francia  |
| 2024 Detalles | Viena     | Austria   | 19–18 | Serbia    | Lituania     | 21-18 | Suiza    |

## Palmarés
Actualizado hasta la edición 2024.
| Núm. | País         | Oro | Plata | Bronce | Total |
| ---- | ------------ | --- | ----- | ------ | ----- |
| 1    | Serbia       | 5   | 2     | 0      | 7     |
| 2    | Eslovenia    | 1   | 2     | 1      | 4     |
| 3    | Letonia      | 1   | 2     | 1      | 4     |
| 4    | Rumania      | 1   | 0     | 0      | 1     |
| 4    | Austria      | 1   | 0     | 0      | 1     |
| 5    | Lituania     | 0   | 2     | 3      | 5     |
| 6    | Francia      | 0   | 1     | 0      | 1     |
| 7    | Países Bajos | 0   | 0     | 2      | 2     |
| 8    | Ucrania      | 0   | 0     | 1      | 1     |
| 8    | Polonia      | 0   | 0     | 1      | 1     |